# Tahounia Rubel
Tahounia Rubel, ou Tahuonia, Tahunia, (en hébreu ; טהוניה רובל), née le 20 février 1988, est une mannequin israélienne d'origine éthiopienne.
Est le premier vainqueur éthiopien de la cinquième saison de Ha'Ach Ha'Gadol (la version israélienne de Big Brother).